# Vale da Sombra da Morte (Roger Fenton)
O Vale da Sombra da Morte (Shadow of the Valley of Death, em inglês) é uma foto do britânico Roger Fenton, tirada em 23 de abril de 1855, durante a Guerra da Crimeia. É uma das mais conhecidas imagens de guerra.

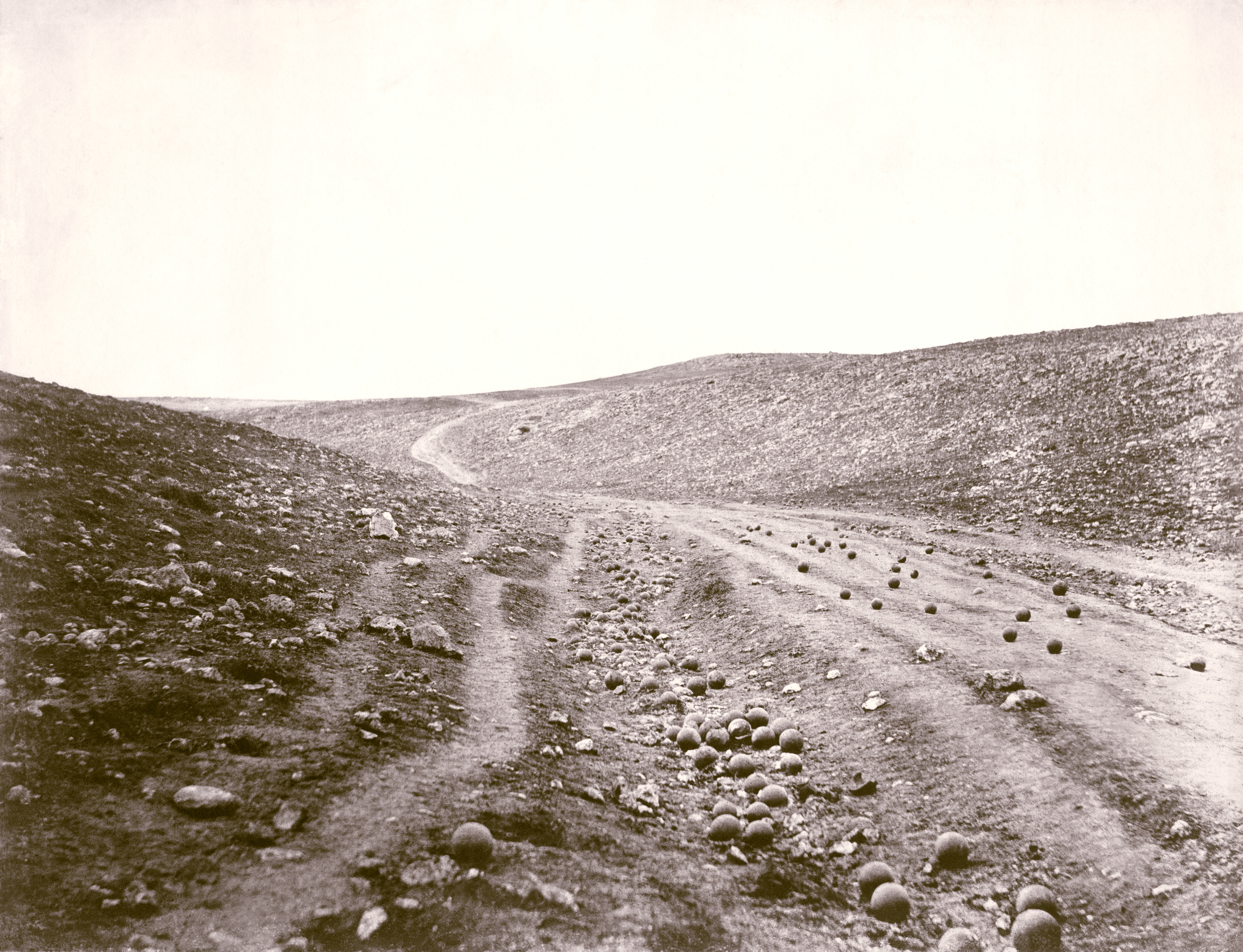
A fotografia

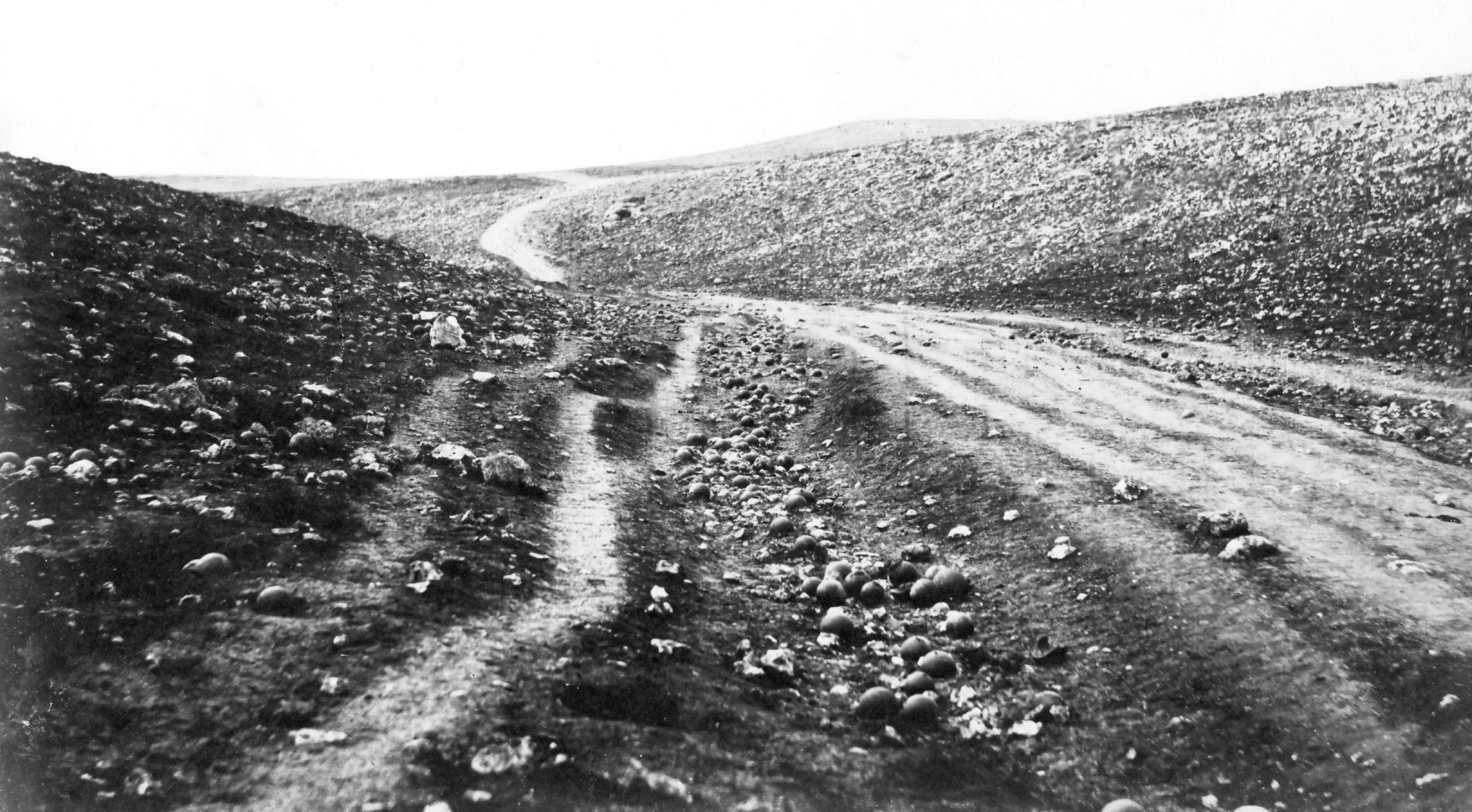
Uma segunda versão, esta sem balas de canhão na estrada

Roger Fenton foi enviado para registrar a Guerra da Crimeia por Thomas Agnew da Agnew & Sons, onde o Reino Unido, o Segundo Império Francês, o Reino da Sardenha e o Império Otomano estavam lutando uma guerra contra o Império Russo. O lugar da foto foi nomeado pelos soldados britânicos de O Vale da Morte (The Valley of Death) por estar sob bombardeios constantes. Quando, em setembro de 1855, Thomas Agnew colocou a foto em exibição, como uma de uma série de onze coletivamente intituladas Panorama do Planalto de Sebastopol em Onze Partes (Panorama of the Plateau of Sebastopol in Eleven Parts) em uma exposição em Londres, ele tomou o epíteto das tropas – e de Tennyson – e expandiu-o como Vale  da Sombra da Morte (Valley of the Shadow of Death), com uma evocação deliberada ao Salmo 23.
Em 2007, o cineasta Errol Morris foi a Sevastopol para identificar o local desta "primeira foto icônica da guerra". Uma segunda versão da fotografia sem balas de canhão na estrada o levou a questionar a autenticidade da imagem. Até então, as opiniões diferiam sobre qual foi tirada primeiro, mas Morris viu evidências de que a foto sem as balas de canhão foi tirada primeiro. Ele permanece incerto sobre por que as bolas foram movidas para a estrada na segunda imagem — talvez, ele observa, Fenton provavelmente deliberadamente as colocou lá para melhorar a imagem. contudo, segundo o Museu Orsay, "isso é improvável, pois a luta que o rondava provavelmente não teria permitido que ele o fizesse". A alternativa é que os soldados estavam recolhendo balas de canhão para reutilização e então jogaram as balas mais acima na colina para a estrada e vala para coleta posterior.